# Paul Bertrand (historien)
Pour les articles homonymes, voir Paul Bertrand et Bertrand.
Paul Bertrand, né le 12 juillet 1967 à Namur, est un historien belge, professeur en histoire médiévale à l’Université catholique de Louvain, à Louvain-la-Neuve. Il s’intéresse aux cultures graphiques et textuelles médiévales, en ce qu’elles révèlent les rythmes, les dynamiques et les constantes sociales et culturelles. Engagé dans le mouvement dit des « Humanités numériques », il milite pour de nouvelles pratiques d’édition scientifique open access.

## Carrière universitaire
Après une master en histoire à l’Université de Liège autour d’un dossier d’hagiographie et d’hagiologie médiévales, le dossier hagiographique de Madelberte de Maubeuge, en 1989 et une spécialisation à l’Institut d’études médiévales de l’Université catholique de Louvain, Paul Bertrand soutient une thèse en 1998 sur « Les Ordres mendiants à Liège, 13e-14e siècles. Structures et fonctions » sous la direction de J.-L. Kupper (1994-1998). Chargé de recherches du Fonds de la recherche scientifique attaché aux Archives de l’État à Liège (1998-1999) puis archiviste aux Archives générales du Royaume à Bruxelles (1999-2000), il entre au CNRS en 2001, à l'Institut de recherche et d'histoire des textes, à Orléans, comme Ingénieur de recherche (2001-2005) puis Chargé de recherches (2005-2012). Il y exerce les fonctions de responsable de la section de diplomatique (2003-2010), directeur du GDR 1177 Diplomatique (2008-2012) et directeur-adjoint de l’Institut de recherche et d'histoire des textes (2011-2012). Il rejoint l’Université catholique de Louvain pour y occuper la chaire d’histoire médiévale, comme professeur en 2012 puis comme professeur ordinaire en 2017. Il est chercheur associé à la section de diplomatique de l’IRHT.

## Recherche
Paul Bertrand mène des recherches en histoire médiévale, du Xe au XVe siècle, en empruntant de nombreux axes. Son cœur de recherches actuel s’organise autour de l’histoire des cultures graphiques médiévales (appelée aussi, de manière plus restrictive, histoire de la scripturalité ou histoire des pratiques de l’écrit), dans une perspective à la fois d’histoire sociale, matérielle et d’histoire comparée. Il a initié ce courant de recherche consacré à l’histoire des documents d’archives en tant qu’acteurs de l’histoire et non plus seulement en tant que sources, dès sa thèse en 1998 puis dès 1999 dans des articles. Spécialiste de diplomatique, il a notamment étudié récemment les « écritures ordinaires » qui font la spécificité des XIIIe et XIVe siècles européens. Il mène des recherches sur les cartulaires médiévaux ainsi que sur les outils écrits servant à l’administration et à la gestion. Il pilote plusieurs projets d’édition électronique, comme la plate-forme d’édition électronique TELMA et la base CartulR. Il dirige le projet ChiroN, qui étudie les chirographes de Nivelles. Il mène aussi des recherches sur l’hagiographie médiévale depuis longtemps ainsi que des recherches sur la juridiction gracieuse ou encore l’économie de la rente au Moyen Âge.
Paul Bertrand ancre ces mutations culturelles dans un cadre plus large d’histoire sociale, matérielle et connectée. L’école dont il se réclame et qu’il a bâtie autour de son équipe de recherche H37 associe en un mouvement combiné les dynamiques de l’écrit et les dynamiques sociales et matérielles. Il ouvre sa recherche ces dernières années à des cultures non européennes.
Engagé dans la dynamique des Humanités numériques depuis quinze ans, il mène de nombreux projets dans ce cadre, comme le pilotage du consortium COSME.
Il est directeur de la rédaction de la Revue d'histoire ecclésiastique depuis 2015 après avoir été de 2003 à 2019 responsable de la rédaction de la Revue Mabillon.

## Divulgation de la recherche
Paul Bertrand partage largement ses travaux auprès du grand public, notamment par l'intermédiaire de plusieurs blogs de recherche, tel NEO, carnet des étudiants médiévistes de Louvain, ainsi qu’un carnet de recherche personnel, depuis 2004: Medievizmes. Parallèlement, il se rend disponible auprès de médias nationaux et internationaux auxquels son expertise du Moyen Âge central est nécessaire : c'est notamment le cas autour de sujets consacrés à la Diplomatique, mais aussi à la Papauté.

## Publications

### Ouvrages
- Paul Bertrand, Commerce avec dame Pauvreté : Structures et fonctions des couvents mendiants à Liège (XIIIe siècle), Liège, Bibliothèque de la Faculté de Philosophie et Lettres de l'Université de Liège, 2004 (ISBN 9782870192856, lire en ligne)[25].
- Étienne Renard, Michel Trigalet, Xavier Hermand, Paul Bertrand (éds.), « Scribere sanctorum gesta ». Recueil d'études d'hagiographie médiévale offert à Guy Philippart. Turnhout, Brepols, 2005, Hagiologia, 3[26],[27].
- Paul Bertrand, Les écritures ordinaires. Sociologie d'un temps de révolution documentaire (entre royaume de France et empire, 1250-1350),Paris, Publications de la Sorbonne, 2015  (ISBN 9782859449209)[28].
- Paul Bertrand, Forger le faux. Les usages de l'écrit au Moyen Age, Paris, Seuil, Coll. "L'Univers historique", 2025 (EAN : 9782021494211)[29],[30].